# 康科德鎮區 (堪薩斯州福特縣)
康科德鎮區（英語：Concord Township）為美國堪薩斯州福特縣轄下的鎮區。2010年美国人口普查中此鎮區人口有104人。

## 地理
康科德鎮區涵蓋總面積為187.2平方（72.26平方英里），其中陸地面積為187.0平方（72.19平方英里），水域面積為0.18平方（0.07平方英里）或0.10%。海拔高度802（2,631英尺）。

## 人口統計
根據2010年美國人口普查，康科德鎮區人口有104人，其中男性有54人，女性有50人，人口密度為每平方公里0.56人，住房計38戶。鎮區內的白人有95人，非裔美國人有0人，美洲原住民有0人，亞裔美國人有0人，太平洋島裔美國人有0人，其他種族有9人，混血種族則有0人。此外鎮區內有9人為西班牙裔或拉丁裔美國人。此鎮區之年齡中位數為39.5歲，而男性年齡中位數為40.0歲，女性年齡中位數為38.5歲。

## 交通

### 主要公路
- 283號美國國道